# Liste der Bischöfe von Mantua
Die folgenden Personen waren Bischöfe von Mantua (Italien)
- Gregor (…814…)
- Laiulf oder Erdulf (…827…)
- Eginulf (…881–896…)
- Ambrogius (…918…)
- Manasse
- Pietro (…945–946…)
- Wilhelm (…962–964…)[1]
- Gumbaldo (…966–981…)
- Johannes (…997…)
- Itolfo (…1007–1040)
- Marciano (…1045–1052…)
- Eliseo (…1055–nach 1075?)
- Ubaldo (…1086–1098…)
  - Chuno, Gegenbischof (1091–1100)
- Ugo (1101–1114)
- Manfredo (1109–1140…)
- Garsendonio (1148–1168)
- Seliger Giovanni (1174–1177)
- Garsendonio (1177–1187) (erneut)
- Sigifredo (…1189–1191)
- Enrico delle Carceri (1192–1227…)
- Pelizzario (…1229–1230)
- Guidotto da Correggio (1231–1235)
- Giacomo da Castell’Arquato (1237–1252)
- Martino (1252–1268)
- ? (1268–1270)
- Filippo da Casaloldo (…1272–1303)
- Filippo Bonacolsi, OFM (1303)
- Seliger Giacomo Benfatti, OP (1304–1332)
- Gottifredo Spinola (1338–1346…)
- Ruffino Landi (1347–1367)
- Guido de Beziis D’Arezzo (1367–1386)
- Sagramoso Gonzaga (1386–1390)
- Antonio degli Uberti (1390–1417)
- Giovanni degli Uberti (1417–1428)
- Matteo Boniperti, OP (1428–1444)
- Galeazzo Cavriani (1444–1466)
- Francesco I. Kardinal Gonzaga (1466–1483)
- Ludovico Gonzaga (1483–1511)
- Sigismondo Kardinal Gonzaga (1511–1521)
- Ercole Kardinal Gonzaga (1521–1563)
- Federico Kardinal Gonzaga (1563–1565)
- Francesco II. Kardinal Gonzaga (1565–1566)
- Gregorio Boldrini, OP (1567–1574)
- Marco Fedeli-Gonzaga (1574–1583)
- Alessandro Andreasi (1583–1593)
- Annibale Francesco Gonzaga (1593–1620)
- Vincenzo Agnelli-Suardi (1620–1644)
- Masseo Vitali, OFM (1646–1669)
- Tiburzio Ferdinando Gonzaga (1671–1672)
- Giovanni Lucido Cattaneo (1673–1685)
- Enrico Vialardi (1687–1711)
- Alessandro Arrigoni (1713–1718)
- Antonio Guidi di Bagno (1719–1761)
- Giovanni de Portugal de la Puebla (1762–1770)
- Giovanni Battista de Pergen (1770–1807)
- Girolamo Trenti (1807–1823) (Kapitularvikar)
- Giuseppe Maria Bozzi (1823–1833)
- Giovanni Battista Bellé (1835–1844)
- Giovanni Corti (1847–1868)
- Luigi Martini (1868–1871) (Kapitularvikar)
- Pietro Rota (1871–1879)
- Giovanni Maria Berengo (1879–1884)
- Giuseppe Kardinal Sarto (1884–1893)
- Paolo Carlo Francesco Origo (1895–1928)
- Agostino Domenico Menna (1928–1954)
- Antonio Poma (1954–1967)
- Carlo Ferrari (1967–1986)
- Egidio Caporello (1986–2007)
- Roberto Busti (2007–2016)
- Gianmarco Busca (2016–)